# Els 50 millors jugadors europeus de futbol del segle XX
El 2004, l'IFFHS va publicar una llista dels 50 millors jugadors europeus de futbol del segle XX feta per experts i historiadors de la FIFA. De fet, no eren 50, sinó 51, ja que en el lloc 50è hi havia dos jugadors empatats en puntuació.

## Llista de jugadors
- 1. Hendrik Johannes Cruijff ( Països Baixos), 756 punts
- 2. Franz Anton Beckenbauer ( Alemanya), 709
- 3. Alfredo Di Stéfano ( Argentina- Espanya), 708
- 4. Ferenc Puskás ( Hongria- Espanya), 667
- 5. Michel Platini ( França), 505
- 6. Eusébio da Silva Ferreira ( Portugal), 379
- 7. Sir Robert Charlton ( Anglaterra), 303
- 8. Sir Stanley Matthews ( Anglaterra), 282
- 9. Gerhard Müller ( Alemanya), 249
- 10. Marcel van Basten ( Països Baixos), 240
- 11. George Best ( Irlanda del Nord), 193
- 12. Giovanni Rivera ( Itàlia), 113
- 13. Matthias Sindelar ( Austràlia), 110
- 14. Fritz Walter ( Alemanya), 105
- 15. Giuseppe Meazza ( Itàlia), 90
- 16. Giacinto Facchetti ( Itàlia), 79
- 17. Robert Moore ( Anglaterra), 74
- 18. Raymond Kopa ( França), 72
- Uwe Seeler ( Alemanya), 72
- 20. Franco Baresi ( Itàlia), 66
- 21. Ruud Gullit ( Països Baixos), 63
- 22. Oleh Blokhín ( Unió Soviètica), 61
- 23. Sándor Kocsis ( Hongria), 54
- 24. Alessandro Mazzola ( Itàlia), 53
- Ladislau Kubala ( Txecoslovàquia,  Hongria i  Espanya), 53
- Michael Laudrup ( Dinamarca), 53
- 27. Francisco Gento ( Espanya), 49
- 28. Josef Bican ( Txecoslovàquia), 47
- 29. Silvio Piola ( Itàlia), 46
- 30. Kevin Keegan ( Anglaterra), 45
- 31. Ernst Ocwirk ( Àustria), 44
- 32. Lothar Matthäus ( Alemanya), 43
- 33. József Bozsik ( Hongria), 41
- 34. Just Fontaine ( França), 40
- Karl-Heinz Rummenigge ( Alemanya), 40
- 36. Gunnar Nordahl ( Suècia), 39
- 37. Denis Law ( Escòcia), 38
- 38. Josef Masopust ( Txecoslovàquia), 35
- 39. Paul Van Himst ( Bèlgica),	28
- 40. Georgi Asparuhov ( Bulgària), 27
- Paolo Rossi ( Itàlia), 27
- 42. Imre Schlosser ( Hongria), 26
- Jimmy Greaves ( Anglaterra), 26
- Luigi Riva ( Itàlia), 26
- 45. Stephen Bloomer ( Anglaterra), 25
- 46. Allan Simonsen ( Dinamarca), 24
- Eduard Streltsov ( Unió Soviètica), 24
- Kenneth Dalglish ( Escòcia), 24
- Zbigniew Boniek ( Polònia), 24
- 50. Gerhard Hanappi ( Àustria), 23
- Luis Suárez ( Espanya), 23